# Strandängsdyngbagge
Strandängsdyngbagge (Chilothorax pictus) är en skalbaggsart som beskrevs av Sturm 1805. I den svenska databasen Dyntaxa används istället namnet Aphodius pictus. Enligt Catalogue of Life ingår strandängsdyngbagge i släktet Chilothorax och familjen Aphodiidae, men enligt Dyntaxa är tillhörigheten istället släktet Aphodius och familjen bladhorningar. Arten är reproducerande i Sverige. Inga underarter finns listade i Catalogue of Life.